# Gare de Hagen
La gare de Hagen est une gare ferroviaire luxembourgeoise de la ligne 2a, de Kleinbettingen à Steinfort, ancienne section de la ligne de l'Attert, située dans localité de Hagen sur le territoire de la commune de Steinfort, dans le canton de Capellen.
C'était une gare voyageurs de la Société nationale des chemins de fer luxembourgeois (CFL), avant sa fermeture en 1969.

## Situation ferroviaire
Établie à 315 mètres d'altitude, la gare de Hagen était située au point kilométrique (PK) 16,6 de la ligne de l'Attert, entre les gares aujourd'hui fermées de Kahler et de Steinfort. La gare était aussi située peu après l'aboutissement du raccordement entre la ligne de l'Attert et la ligne 5 depuis la gare de Kleinbettingen.

## Histoire
La gare de Hagen est mise en service par la Compagnie des chemins de fer Prince-Henri, lors de l'ouverture à l'exploitation de la section de Pétange à Steinfort le 1er août 1873.
La gare est fermée le 15 avril 1969, en même temps que le trafic voyageurs sur la section Pétange-Steinfort de la ligne de l'Attert. La gare reste traversée par des trains de fret depuis Kleinbettingen jusqu'aux années 2010, puis la ligne 2a est déclassée en 2017.
La gare est inscrite à l'inventaire supplémentaire des monuments nationaux le 9 février 2018.

## Service des voyageurs
Gare fermée depuis le 15 avril 1969. Le bâtiment voyageurs existe toujours, il est devenu une maison d'habitation ; le quai et la voie sont toujours en place.